# Château de la Batut
Pour les articles homonymes, voir Batut.
Le château de La Batut est un château français situé sur la commune de Saint-Chamassy en Dordogne, dans le Périgord noir, à onze kilomètres du Bugue et à huit kilomètres du Buisson-de-Cadouin.

## Historique
Il fut construit au XVe siècle. Il a été modifié au XIXe siècle.